# Rébellion Ispah
La rébellion Ispah (chinois : 亦思巴奚兵乱 ; pinyin : Yìsībāxī Bīngluàn) est une série de guerres civiles qui se déroulent en Chine, dans l'actuelle province du Fujian au milieu du XIVe siècle, sous la dynastie Yuan. Le terme Ispah pourrait dériver du mot persan "سپاه". (sepâh), signifiant "armée" ou "Sepoy". Cette rébellion est aussi connue sous le nom de Rébellion des Sepoy Perses (波斯戍兵之乱; Bōsī Shùbīng zhī Luàn) dans les archives chinoises.
Pendant la période durant laquelle la Chine est contrôlée par une dynastie mongole, le nombre de musulmans arabes et persans résidant dans la ville portuaire chinoise de Quanzhou augmente considérablement. En 1357, une armée majoritairement musulmane, dirigée par deux musulmans originaires de Quanzhou, Sayf ad-Din (赛甫丁) et Amir ad-Din (阿迷里丁), se révolte contre la dynastie Yuan. Après une période de victoires des révoltés contre les mongols, la révolte finit par être matée en 1366.

## Background historique
Du XIIIe siècle au début du XIVe siècle, sous la dynastie Yuan, le commerce extérieur est extrêmement prospère au Fujian. Point de départ de la Route maritime de la soie (en), Quanzhou est alors le plus grand port de Chine, voire du monde,. C'est aussi la plus grande ville du Fujian, avec une population dépassant celle de Fuzhou, le centre administratif de la province. Les Arabes l’appellent "la griffe du tigre ", un surnom qui a été utilisé par des marchands d'Europe et d'ailleurs. À l'époque, la population de Quanzhou dépasse les 2 millions d'habitants, et la ville est entourée d'un mur de plus de 30 km de long. Le fleuve Jinjiang et son port accueillent 10 000 navires amarrés aux docks, et le commerce est très développé,. Le port de Quanzhou exporte des produits de luxe tels que la soie, la céramique, le cuivre et le fer, ainsi que du satin, tandis que les importations comprennent des perles, de l'ivoire, des cornes de rhinocéros, de l'encens, etc. Les importations les plus importantes sont les épices et les herbes médicinales.
La population de Quanzhou compte de nombreux résidents étrangers, tels que des Arabes, des Perses, des Européens, des Juifs, des Indiens, etc. En tout, on parle une centaine de langues différentes au sein de la ville. Les habitants de Quanzhou ont surnommé ces étrangers des Fan ("蕃" ou "番"). Au début, face à cette arrivée massive d'étrangers, les autorités réagissent en refusant de les laisser rester, craignant qu'ils interfèrent avec le mode de vie des habitants de la région. Par la suite, Quanzhou a vu le développement de grandes enclaves ethniques ("蕃坊", "蕃人巷"), au sein desquelles les étrangers et les autochtones se mariaient souvent entre eux et donnaient naissance à des métis souvent appelés "Demis Fan du Sud" ou "半南蕃", ce qui a rapidement été abrégé en "Fan". Bien que les étrangers et les habitants de la région se mélangent culturellement, les étrangers pratiquent et diffusent encore leurs propres religions, comme l'Islam, le Christianisme, le Manichéisme et l'Hindouisme. Cette diversité religieuse et ethnique a rendu la gestion de la ville beaucoup plus difficile.

## Les origines du nom "Ispah"
Il existe de multiples théories sur l'origine du mot "Ispah". Certains pensent que "Ispah" vient du mot persan "سپاه"(sepâh), qui signifie milice, cavalerie, ou une version dérivée. Il pourrait aussi être l'équivalent persan des "mercenaires" ou emprunté au nom d'une ville, Ispahan, étant donné que la plupart des révoltés venaient de cette ville. D'autres croient qu'Ispah est juste un mot utilisé pour désigner les troupes, au lieu d'être le nom d'un groupe.

## Déclenchement de la révolte
Au début de la dynastie Yuan, les Mongols ont offert un soutien public à la famille du Semu sunnite Pu Shougeng (蒲寿庚), car ils ont aidé ceux qui se sont rebellés contre la dynastie Song et participé à l'établissement de la dynastie Yuan. En conséquence, cette famille est devenue plus puissante et a gagné en influence politique et économique. Par contrecoup, les musulmans sunnites de Quanzhou sont devenus plus puissants et ont exclu les chiites de la ville du pouvoir, provoquant un ressentiment croissant parmi ces derniers. En 1282, soit 19 ans après la fondation de la dynastie, les Yuan ont installé une armée de 3000 soldats chiites à Quanzhou, mais même alors il y avait encore trop peu de chiites par rapport aux sunnites dans cette ville. Vers la fin de la dynastie Yuan, le gouvernement se retrouve à devoir lutter contre diverses rébellions armées. Les Perses chiites de Quanzhou organisent alors l'armée Ispah pour assurer leur autodéfense, la population persane devenant de plus en plus nombreuse. En mars 1357, Sayf ad-Din et Amir ad-Din, les commandants de l'armée d'Ispah, saisissent l'occasion de prendre le contrôle de Quanzhou et mettent au pas les sunnites. L'armée d'Ispah devient alors une des forces armées les plus puissantes du Fujian.

## Massacre des étrangers
Malgré les efforts des troupes impériales présentes dans la région, cette armée prend donc le contrôle de Quanzhou, mais aussi celui de Putian, et atteint même Fuzhou, la capitale de la province.
En 1362, l'armée Ispah s'effondre à la suite de conflits internes et est finalement écrasée en 1366 par le commandant chinois Chen Youding (陈友定), qui est resté fidèle à la dynastie Yuan. Les survivants sont massacrés. Par la suite, de nombreux marchands arabes et persans étrangers sont massacrés lorsque les Yuan reprennent le contrôle de Quanzhou et leurs tombes sont profanées, forçant beaucoup d'entre eux à fuir la ville. Il faut noter que certains des massacres et des profanations de tombes sont des représailles contre les descendants de Pu Shougeng, celui qui avait fait défection et livré la ville aux Mongols pendant leur invasion des territoires de la dynastie Song.
Une décennie après ces événements, Lin Nu, fils de Li Lu, et membre de la famille Li de Quanzhou, se rend à Ormuz, en Perse en 1376. Là, il épouse une femme persane ou arabe, les chroniques historiques chinoises ne sont pas très claires à ce sujet, et la ramène à Quanzhou. Li Nu est l'ancêtre de Li Zhi, un philosophe réformateur de la dynastie Ming,. Lin Nu et ses descendants ont été effacés de la généalogie familiale par ses proches, qui lui en voulaient de s'être converti à l'islam et d'avoir épousé une Persane, à une époque ou les sentiments xénophobes contre les étrangers étaient forts, cause du souvenir des exactions des Semus persans lors de la rébellion Ispah. La branche de la famille de Lin Nu qui est restée fidèle aux coutumes chinoises avait honte de ce mariage et ils ont changé leur nom de famille de Lin à Li pour éviter d’être assimilés aux descendants de Lin Nu et de sa femme persane qui, eux, pratiquaient l'Islam,,.

## Voir également
- Semu
- Islam en Chine sous la dynastie Yuan
- Révolte des Turbans rouges